# Pelle Svanslös (film, 2020)
Pelle Svanslös är en animerad långfilm från 2020 regisserad av Christian Ryltenius, med manus skrivet av Johan Bogaeus. Filmens karaktärer är baserade på Gösta Knutssons böcker om Pelle Svanslös.
Filmen hade premiär i Sverige den 17 januari 2020, utgiven av SF Studios.

## Handling
Efter ett riktigt busväder hamnar Pelle Svanslös i staden Uppsala. Han är alldeles ensam men får snabbt nya vänner. Trots de nya vännerna längtar Pelle hem till bondgården och inte minst den älskade Birgitta.

## Rollista

### Svenska röster
- Adam Pålsson – Pelle Svanslös
- Christopher Wagelin – Elake Måns
- Li Hagman – Maja Gräddnos
- Olof Wretling – Bill
- Sven Björklund – Bull
- Ester Lejdemyr – Birgitta
- Lena-Pia Bernhardsson – Gammel-Maja
- Marie Richardson – Räven
- Mattias Knave – Ruskis
- Adam Fietz – Pyret
- Ole Ornered – Käftis
- Tiffany Kronlöf – Katti
- Bianca Kronlöf – Kaa
- Steve Kratz – Trisse
- Tomas Tivemark – Murre
- Ole Forsberg – Jaames
- Göran Engman – Bonden
- Gila Bergqvist – mamman
- Joakim Jennefors – pappan
- Hugo Bergström – Olle

### Älvdalska röster
- Mattias Gabrielsson – Pelle Rumplos
- Annika Isaksson – Maja Flätnev
- Stefan Nykvist – Jälåk-Måns
- Mäcs Martin Mård – Bill
- Martin Folkesson – Bull
- Anna-Maria Olsson – Birgitta
- Lena Eriksson – Birgittas mamma
- Nils-Erik Bossel – Birgittas pappa
- Albin Eriksson – Olle
- Johan Berglund – bonden
- Kicki Nämd – räven
- Magnus Wallin – Jaames, dragspelskatt, knivkastarkatt, busspassagerare
- Ingemar Martinsson – Trisse
- Ronja Ström Olsson – Kaa
- Alma Bergman – Katti
- Daniel Larsson – Murre
- Peter Folkesson – Laban
- Mona Alfredsson – Gambel-Maja
- Kjell Tenn – konditor
- Gustav Håmås – hunden Pyret
- Torbjörn Zakrisson – hunden Ruskis
- Jannika Persson – kunden Käftis
- Elsie Andersson – kattgäst
- Ewa Nylander – gäst i hatt
- Bia Tegnér – gäst
- Maria Egardt – gäst
- Björn Rehnström – busschaufför
- Verf Lena Egardt – busspassagerare

- Övriga röster – Emilia Löfberg, Carl Gustafsson och Deniz Saygin
- Röstregissör – Annika Isaksson
- Sångregissör – Emilia Löfberg, Annika Isaksson, Stefan Nyqvist, Verf Lena Egardt
- Översättning (dialog) – Lid Ulla Schütt, Emil Eriksson, Björn Rehnström, Gunnar Nyström, Inga-Britt Peterson och Emil Andersson
- Översättning (sång) – Stefan Nykvist och Verf Lena Egardt
- Projektledning – Ing-Marie Bergman och Susanna Elmgren[13][14]

## Om filmen

### Produktion
I början av 2018 påbörjade SF Studios en filmatisering av böckerna om Pelle Svanslös. Christian Rhyltenius som tidigare regisserat de animerade filmerna Bamse och tjuvstaden (2014) och Bamse och häxans dotter (2016) stod för regi medan Johan Bogaeus skrev manus.

### Älvdalsk dubbning
22 september 2021 beslutade Allmänna arvsfonden att bevilja Ulum dalskas projekt Wilum og Bellum finansiellt stöd för att, bland annat, dubba filmen Pelle Svanslös till älvdalska under titeln Pelle Rumplos. Detta kommer att blir det första dubbningsprojektet någonsin på språket.
Filmprojektet är ett samarbete mellan Wilum och Bellum, Film i Dalarna, Älvdalens musikskola och Högskolan Dalarna och ägs av Älvdalens kommun.
I november 2021 inleddes rollsättningen för filmens tal- och sångröster och själva inspelningarna planeras att inledas i följande januari. I december 2021 hade större delen av rösterna rollsatts och i slutet av april 2022 inleddes inspelningarna i Mediehuset i Falun som avslutades senare i maj.
Efter en premiärvisning den 2 september visades den älvdalska dubbningen av filmen för offentligheten på bio i Älvdalen den 3 september 2022.

## Mottagande
Filmen fick ett blandat mottagande med ett snittbetyg på 3,0 på kritiker.se. Saga Olsson på MovieZine gav filmen 4 stjärnor och kallade den en "...genommysig film som jag är övertygad kommer få alla små barn att älska Pelle Svanslös..." och "En riktig filmpärla..." medan Daniel Hånberg Alonso på Nöjesguiden gav filmen 3 stjärnor och kallade filmen en "...oerhört tandlöst gemytlig film", Emma Gray Munthe på Aftonbladet gav filmen 2 stjärnor och kallade filmen "Ett lagom engagerande och gulligt äventyr för de mindre barnen...", Eva af Geijerstam på Dagens nyheter gav filmen 2 stjärnor och sa att "ganska många dammråttor dröjer sig ändå kvar i hörnen".